# New Rochelle

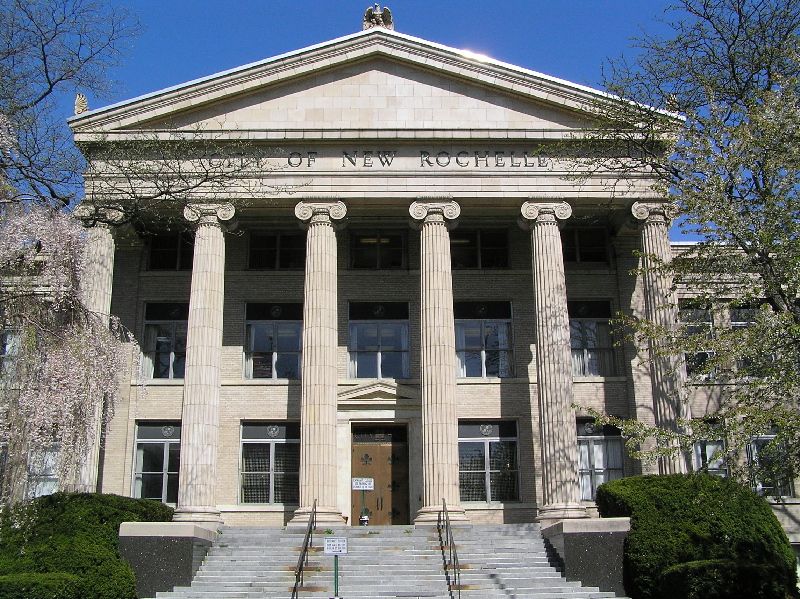
Ratusz miasta New Rochelle

New Rochelle – miasto w Stanach Zjednoczonych, w stanie Nowy Jork, nad zatoką Long Island Sound (Ocean Atlantycki).
Nazwa New Rochelle pochodzi od francuskiego miasta La Rochelle. Nazwa ta wzięła się od hugenotów szukających schronienia w XVII wieku na tych terenach.
Liczba mieszkańców: ok. 78,5 tys. (siódme miasto w stanie Nowy Jork)
W mieście rozwinął się przemysł precyzyjny

## Urodzeni w New Rochelle
- Matt Dillon – aktor
- Don McLean – piosenkarz, gitarzysta i kompozytor
- Donald Spoto – biograf i teolog[3]
- Richard Roundtree – aktor